# Грейсвилл (Миннесота)
Грейсвилл (англ. Graceville) — город в округе Биг-Стон, штат Миннесота, США. На площади 1,6 км² (1,6 км² — суша, водоёмов нет), согласно переписи 2002 года, проживают 605 человек. Плотность населения составляет 389,1 чел./км².
- Телефонный код города — 320
- Почтовый индекс — 56240
- FIPS-код города — 27-24758[1]
- GNIS-идентификатор — 0644309[2]